# Altstädter Brückenturm

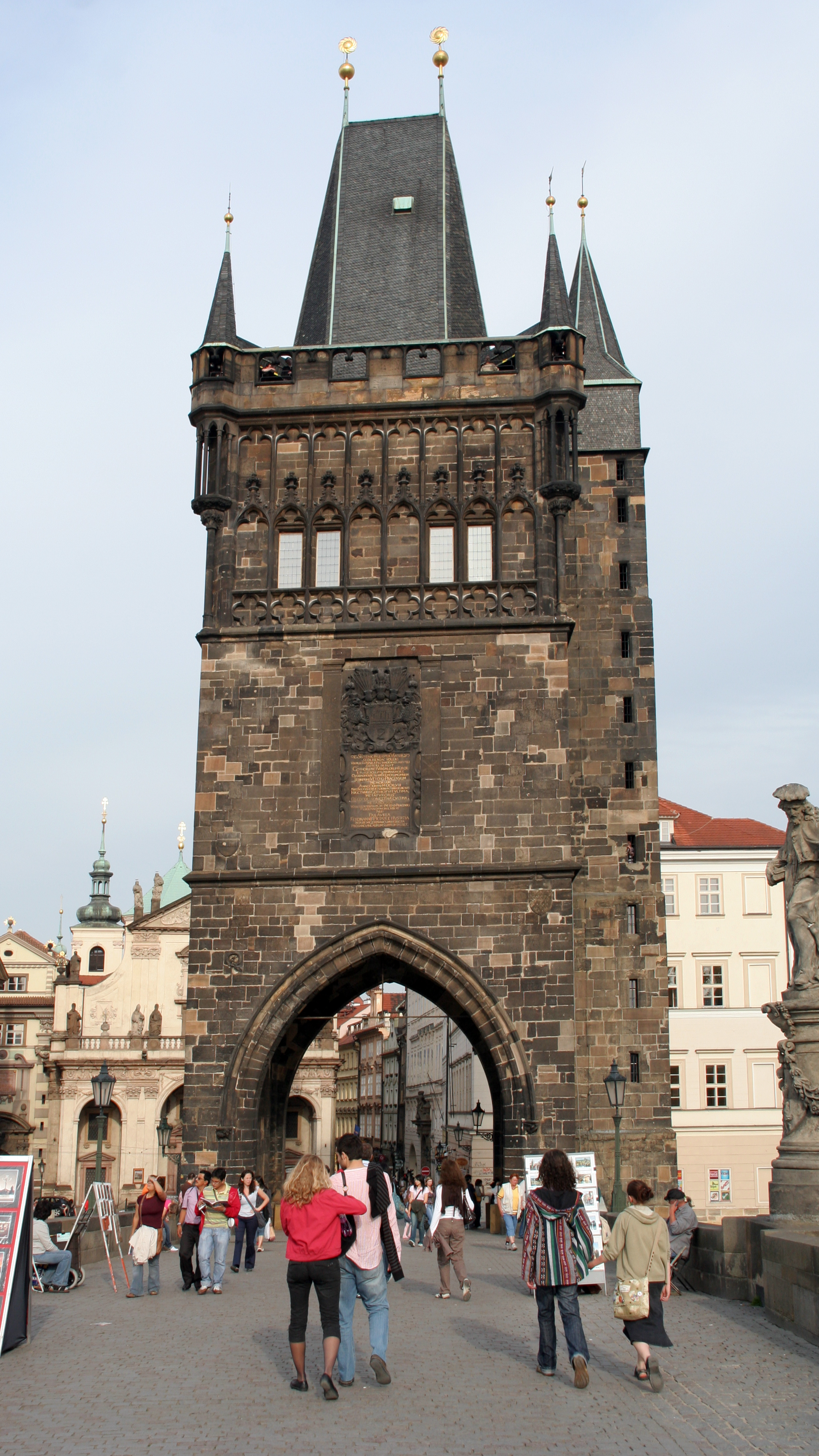
Der Altstädter Brückenturm, Blick von der Karlsbrücke

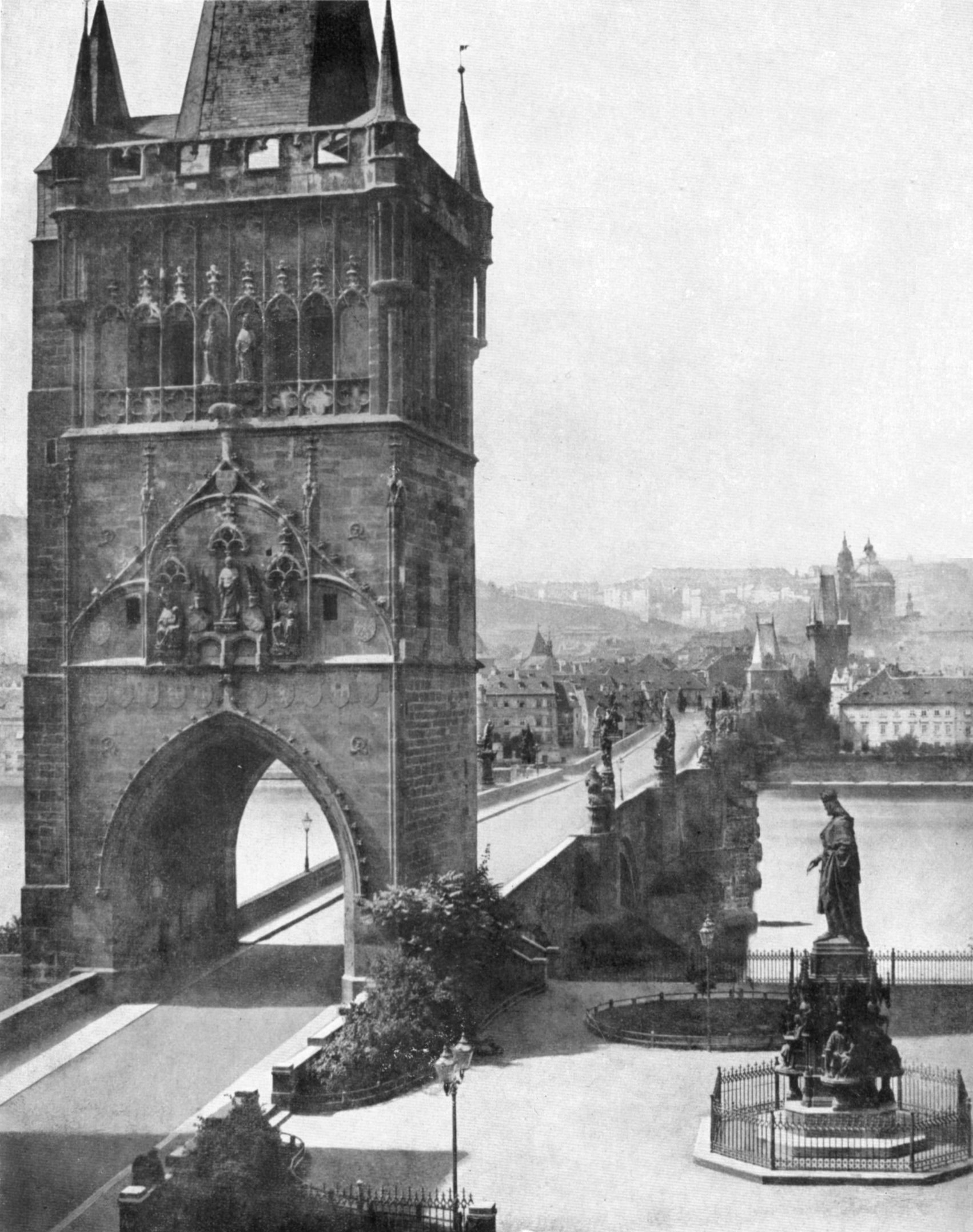
Der Brückenturm und das Karlsdenkmal anno 1856, Ostseite

Der Altstädter Brückenturm (tschechisch Staroměstská mostecká věž) ist ein im 14. Jahrhundert errichteter gotischer Torturm in Prag. Er steht am östlichen Ende der Karlsbrücke.

## Geschichte und Beschreibung
Der Brückenturm wurde in der Folge des Brückenneubaus zwischen 1370 und 1380 durch Peter Parler errichtet. Er befindet sich 
genau über dem ersten Brückenpfeiler auf der Altstädter Seite am Ufer der Moldau. Reste der Turmbauten der Vorgängerbrücke (Judithbrücke) sind in die Keller der benachbarten Gebäude integriert worden. Der Turm erhebt sich etwa 40 Meter über der Fahrbahn der Brücke.
Während der Belagerung von Prag durch die Schweden 1648 im Dreißigjährigen Krieg wurde dieser Turm von der Kleinseite her beschossen und sein Fassadenschmuck auf der Westseite vernichtet. Dieser zeigte ein von Karl und seiner Gemahlin Elisabeth von Pommern flankiertes Marienbildnis, das schließlich ganz entfernt werden musste. Seine Ostfassade ist über die Jahrhunderte erhalten geblieben, jedoch durch die ständige Verkehrsbelastung und die Witterungsunbilden beschädigt und nachgedunkelt.
1874–1878 wurden umfassende Sanierungsarbeiten unter dem Baumeister Josef Mocker ausgeführt, bei denen der Turm sein heutiges Dach erhielt. Die früheren gotischen Malereien in den Gewölbebögen wurden in dieser Zeit durch Petr Maixner erneuert und ergänzt.

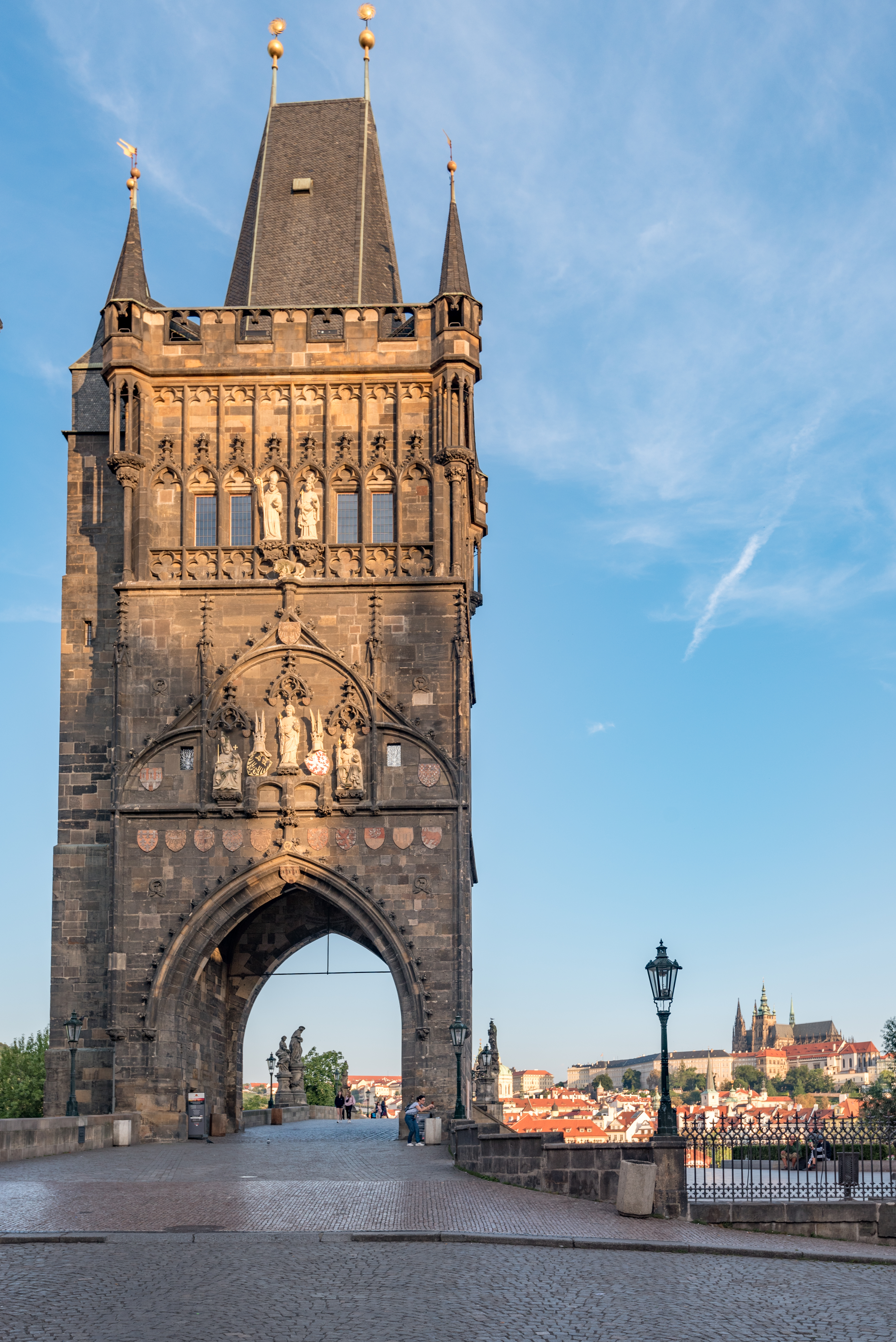
Ansicht von Osten (2017)

Kunsthistorisch bedeutsam ist der Brückenturm wegen der überlebensgroßen Plastiken Kaiser Karls IV. und dessen Sohnes Wenzel sowie des Heiligen Veit in Höhe der zweiten Etage über dem Torbogen und in Maßwerk eingefasst.
Unmittelbar über dem breiten Torbogen sind die Wappen aller Länder, die zur Zeit des Brückenbaus zum Böhmischen Königreich gehörten, das Wappen des römischen Kaisers, das Wappen des böhmischen Königs sowie ein von einem Schleier umrahmter Eisvogel (ein Symbol für Wenzel IV.) in Sandstein gearbeitet. In der dritten Etage findet man ein Schild mit Adler sowie einen (nicht heraldischen) Löwen. Den oberen Abschluss der Fassade bilden Statuen der Heiligen Adalbert und Sigismund.
In der Tordurchfahrt wurde nach 1373 ein Gewölbe realisiert, das allen Grundsätzen eines idealen Netzgewölbes entspricht. Es wurde aus einem Quadrat entwickelt, die Rippen schneiden sich in einem Winkel von 45° und 90° und es sind nur drei verschiedene Formen von Gewölbefeldern (rhombisch, dreieckig, quadratisch) vorhanden. Der Wölbungsgrund wird durch ein Tonnengewölbe mit kreisbogenförmigem Querschnitt gebildet. Das Netzgewölbe des Altstädter Brückenturms ist eine Weiterentwicklung des Chorgewölbes des Prager Doms und ist mit einem als Königskrone gestalteten Schlussstein versehen.
Durch Gesimse schuf Peter Parler drei Fassadenfelder, die mit spitzbogigen Archivolten, krabbenbesetzten Dreiecksformen mit einbeschriebenen Dreipass und Skulpturen inmitten von Blendarkaden mit Vierpassverziert wurden.
Der Turm kann gegen ein kleines Eintrittsgeld bestiegen und in einer Aussichtsetage umrundet werden. Häufig unterhält ein historisch gewandeter Trompeter von dort oben die Touristen.
Der Turm diente auch als Politikum: Die Köpfe von 27 hingerichteten Teilnehmern des Aufstandes gegen die Habsburger wurden zehn Jahre lang (1621–1631) in eisernen Körben dort außen zur Abschreckung angehängt. 
Eine 1650 angebrachte Gedenktafel erinnert an die Verteidiger der Altstadt gegen die Schweden bei der Belagerung von Prag (1648).

## Umgebung
Auf dem nördlich vor dem Turm liegenden Kreuzherrenplatz befinden sich eine 4 Meter hohe Statue Kaiser Karls IV. von Ernst Hähnel aus dem Jahr 1846 sowie die Kirche der Kreuzherren mit dem Roten Stern und die Salvatorkirche.